# Kezskij rajon
Il Kezskij rajon (in russo Кезский район?, in lingua udmurta Кез ёрос) è un municipal'nyj rajon della Repubblica Autonoma dell'Udmurtia, in Russia. Istituito il 15 luglio 1929, occupa una superficie di circa 2 321 chilometri quadrati, ha come capoluogo Kez e una popolazione di 18 468 abitanti.